# Обикновена медоносна пчела
Обикновената медоносна пчела (Apis mellifera, на латински: apis – пчела; mel – мед; ferre – нося, събирам) е вид пчела от род Медоносни пчели (Apis).
От познатите 20 000 вида пчели по света едва 11 вида събират и съхраняват мед. От тях 4 вида се използват интензивно от човек. Това са Apis mellifera, Apis florea, Apis cerana и Apis dorsata. Етественият ареал на Apis mellifera е бил Близкия изток, Северна Африка и Европа, но благодарение на човека, днес видът е разпространен по целия свят.

## Географско разпространение

### Европейски подвидове
- Apis mellifera ligustica – наречена Италианска пчела.
- Apis mellifera carnica – наречена Карниолска пчела. Произхожда от източната част на Балканския полуостров и Южна Украйна.
- Apis mellifera caucasica – наречена Кавказка пчела.
- Apis mellifera remipes – произхожда от Иран и Каспийското крайбрежие.
- Apis mellifera mellifera – наречена Европейска (Германска) тъмна пчела.
- Apis mellifera iberiensis – наречена Иберийска пчела.
- Apis mellifera cecropia – произхожда от южна Гърция.
- Apis mellifera macedonica – обстоятелствата около нейното формиране като раса са доста спорни, тъй като липсват географски бариери отделящи я от A.m.cecropia в Гърция. Разпространена е в Република Македония и Северна Гърция.
- Apis mellifera cypria – наречена Кипърска пчела.
- Apis mellifera ruttneri – наречена Малтийска пчела.
- Apis mellifera sicula – наречена Сицилианска пчела.

### Африкански подвидове
- Apis mellifera scutellata – Африканска медоносна пчела от Централна и Западна Африка.
- Apis mellifera capensis – Капска медоносна пчела от Южна Африка.
- Apis mellifera monticola – Високопланинска африканска пчела. Разпространена в планинските масиви на Кения и Танзания. Живее на надморска височина 1500 – 3100 м.
- Apis mellifera sahariensis – Сахарска пчела. Разпространена е в оазисите на Мароко.
- Apis mellifera intermissa – разпространена е в Мароко, Либия и Тунис.
- Apis mellifera major – тя е разновидност на предния подвид. Разпространена е в Северозападно Мароко.
- Apis mellifera adansonii – разпространена е в Нигерия и Буркина Фасо.
- Apis mellifera unicolor – разпространена е в Мадагаскар.
- Apis mellifera lamarckii – разпространена е по крайбрежието на Нил в Египет и Судан.
- Apis mellifera litorea – разпространена е в Източна Африка.
- Apis mellifera nubica – Нумибийска медоносна пчела от Судан.
- Apis mellifera jemenitica – радпространена е в Сомалия, Уганда, Судан и Йемен.

### Близкоизточни и азиатски подвидове
- Apis mellifera meda – разпространена е в Ирак.
- Apis mellifera adamii – някога е била разпространена в Крит. Понастоящем е изчезнал подвид. Една от последните жертви на трахейния акар.
- Apis mellifera armeniaca – разпространена е в Близък изток, Кавказ и Армения.
- Apis mellifera anatolica – Анадолска пчела. Разпространена е в Турция, Ирак и Армения.
- Apis mellifera syriaca – Сирийска пчела. Разпространена е в Сирия и Израел.
- Apis mellifera pomonella – Ендемичен подвид разпространен в района на Тян Шан и Централна Азия.

## Устройство на гнездото
В диво или полудиво състояние пчелното семейство изгражда своето гнездо в хралупи на дървета, естествени пукнатини и др. По принцип общото устройство на гнездото представлява восъчни прегради разположени успоредно една на друга. Върху всяка от преградите се изграждат двустранно килийки, които представляват правилен шестоъгълник. Те се разполагат една до друга така, че пространството максимално се оползотворява. Отделните восъчни прегради и с изградените върху тях килийки се разполагат така, че помежду им да има свободно пространство, което служи за проветряване и свободно движение на пчели обслужващи семейството.,
Използвайки този уникален начин на устройство на гнездото, човек е създал различни системи на отглеждане на пчелни семейства в изкуствени условия. В днешни дни популацията на медоносната пчела живее почти изцяло при такива условия, като мястото, в което се изгражда гнездото, се нарича кошер. Най-елементарният метод на отглеждане е тръвния кошер, а най-разпространената система в България е отглеждането на пчелни семейства в кошер тип Дадан-Блат. Въпреки различните системи на отглеждане устройството на гнездото следва общи принципи. В кошера успоредно една на друга се поставят рамки с прикрепени восъчни основи върху тях. Восъчната основа предварително се прикрепва върху оребрената с тънка тел рамка. Върху нея пчелите надграждат своите килийки. Във всяка една килийка се отлага яйце от майката и се отглежда пило или се съхранява мед от пчелите работнички. В зависимост от големината, формата, разположението и функцията, която ще изпълняват пчелните килийки, те биват маточни, търтейни, пчелни или медови.

## Анатомично устройство
Подобно на всички членестоноги тялото на възрастния екземпляр при пчелите се състои от глава, гърди и коремче.
Главата е най-предната част от тялото. Върху нея е разположен устният апарат, който образува хоботчето, чифт антенки и три прости и чифт сложни фасетни очи. Простите и сложните очи нямат връзка помежду си. Гърдите са средната част от тялото. От тях излизат два чифта криле и три чифта крачета. Последният чифт крачета притежава сакче, в което се събира пчелния прашец. Коремчето е най-задната и най-голямата част от тялото. То притежава восъчни жлези при пчелите работнички и завършва с жило.
Храносмилателната система е обособена в три дяла – преден, среден и заден. Предният започва с устен отвор като поетапно преминава в глътка, хранопровод, медово стомахче и мускулест стомах. Медовото стомахче е характерно само за пчелата работничка като в него тя складира и пренася нектар, мед и вода. Средният започва с мускулното стомахче, което е същинският стомах. В началото си то има клапа, която не позволява на храната да се връща в медовото стомахче. Третият дял се състои от тънко и дебело черво.
Кръвоносната система се състои от петкамерно сърце, намиращо се в гръбната част на коремчето. Кръвта на пчелата се нарича хемолимфа.
Дихателната система е изградена от дихателните тръбички (стигми), които се намират отстрани на всеки гръден и коремен сегмент, и въздушни мехурчета. От последните излизат трахеите и трахеолите, достигащи до всички клетки в тялото. Пчелата прави от 40 до 150 дихателни движения в минута.
Мускулната система е представена от два вида мускули. Единия вид са силно развити и спомагат за движението на крилата. Вторите се намират във вътрешните органи от храносмилателната система, сърцето, половите органи и др.
Нервната система е добре развита и се състои от централна (разположена в главата), периферна и вегетативна (в гърдите и корема).
Половата система при пчелата работничка е недоразвита, яйчникът притежава от 2 до 24 тръбички. При майката устройството на половата система е както това на пчелата работничка с тази разлика, че нейните яйчни тръбички са много добре развити, а броя им е над 130 – 150 за всеки яйчник.
Обонянието при пчелата се осъществява от антените. Второто членче на антената има струнно устройство и изпълнява ролята на слухов орган, който долавя и най-фините трептения.

## Цикъл на развитие
Пчелата майка снася по едно яйце във всяка пчелна килийка. Тя бива направлявана от своята „свита“ и обикновено това става концентрично в кръг. Всяка новоизлюпена ларва започва да се храни от пчелите кърмачки с пчелно млечице или с маточно млечице, когато от ларвата ще се развие пчела майка. Маточното млечице е изключително ценно на хранителни вещества и това определя по-краткия път на развитие на пчелата майка до възрастен индивид. След какавидирането на ларвата пчелната килийка бива запечатана от работничките с восък. При превръщането на какавидата във възрастна пчела восъчното капаче се прегризва, пчелата излиза, а освободената вече килийка бива почистена от работничките и се подготвя за ново яйце.

## Заболявания при пчелите
Пчелите и най-вече тяхното пило боледуват от различни заболявания, породени от различен причинител. Обикновено това са бактерии, вируси и паразити. Едни от най-усилено изследвали болестите по пчелите българи са Боян Първулов, Наско Кирилов, Иван Белишки и Бижо Бижев. Те изготвят доста трудове и публикации на тази тема и предоставят изчерпателна информация. Също така д-р Фридрих Пол включва свои изследвания относно причинителите на тези заболявания в книгата си 1 към 1 с пчелите Най-честите заболявания са:
- Американски гнилец
- Европейски гнилец
- Нозематоза
- Варовито пило
- Шарено пило
- Вароатоза
- Акароза
- СРПК
- Пчелни въшки